# 古斯塔沃·摩里納
古斯塔沃·摩里納（英語：Gustavo Molina，1982年2月24日—）出生於委內瑞拉的拉瓜伊拉（La Guaira），現為美國職棒大聯盟紐約洋基的捕手。

## 外部連結
- 球員資訊和成績在MLB ，ESPN ，Retrosheet ，Baseball Reference ，Baseball Reference (Minors) ，Fangraphs ，The Baseball Cube （英文）
- TSN news[]